# Giorgio Pellini
Giorgio Pellini est un escrimeur italien né le 20 juillet 1923 à Livourne et mort le 14 juin 1986 dans la même ville.

## Carrière
Giorgio Pellini obtient aux Jeux olympiques d'été de 1948 à Londres la médaille d'argent de fleuret par équipe. En 1952  à Helsinki, il est médaillé d'argent en fleuret individuel et par équipe,.